# Oratorio del Salvatore
Oratorio del Salvatore är ett dekonsekrerat oratorium i Rom, helgat åt Frälsaren. Oratoriet är beläget i de romerska bostadshusen under kyrkan Santi Giovanni e Paolo vid Clivo di Scauro i Rione Celio.

## Historia
Oratoriet är inrymt i ett rum i de senromerska bostadshus, vilka befinner sig under kyrkan Santi Giovanni e Paolo. Oratoriet uppvisar fragment av fresker, utförda under slutet av 700-talet och första hälften av 800-talet. Freskerna är: Korsfästelsen, Jesus blir avklädd, Kristus i graven samt Kristi nedstigande till dödsriket.

### Webbkällor
- ”L'Oratorio del Salvatore” (på italienska). Case Romane del Celio. Arkiverad från originalet den 19 februari 2019. https://web.archive.org/web/20190219130240/https://www.caseromane.it/it/la-visita/57-buy-eng/10-sale/79-l-oratorio-del-salvatore.html. Läst 21 februari 2019.
- ”Roma: Domus del Celio” (på italienska). Archart. Arkiverad från originalet den 19 februari 2019. https://web.archive.org/web/20190219130053/https://www.archart.it/roma-domus-del-celio.html. Läst 21 februari 2019.
- ”Clivo di Scauro” (på italienska). Roma Segreta. 5 juli 2018. https://www.romasegreta.it/celio/clivo-di-scauro.html. Läst 21 februari 2019.